# Al-Arix

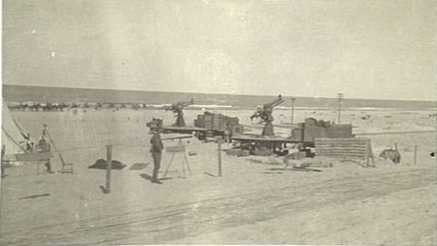
Cavalleria australiana a Al-Arish el 1915-1918

Arix o Al-Arīx o El-Arix (en àrab العريش, al-ʿArīx) és una ciutat d'Egipte, capital de la Governació del Sinaí del Nord. L'any 2002 tenia 114.900 habitants. Està situada a la costa mediterrània de la península del Sinaí, a mig camí entre el canal de Suez i la frontera israeliana al nord de Gaza, però propera a la franja de Gaza.
El seu nom vol dir "Cabanes de palma" (que en hebreu es diu Sukkot, però no correspon a la bíblica Sukkot). Rep el nom del uadi al-Arish que recull les aigües de part del Sinaí (el nord i el centre).
A la ciutat hi ha algunes facultats de la Universitat del Canal de Suez. A la vora de la ciutat hi ha un aeroport internacional. Una autopista va entre el canal (Al-Kantara) i la frontera de Gaza. La via fèrria està en reparació. Projectes d'irrigació preveuen l'establiment al Sinaí de tres milions de persones.

## Història
La ciutat va sorgir d'un establiment beduí prop de la vila ptolemaica de Rhinocolura o Rhinocorura. Tot i el seu interès arqueològic no s'ha fet cap excavació a la zona. Ja en temps dels romans d'Orient s'anomenava Laris. El rei Balduí I de Jerusalem va morir en aquesta ciutat el 1118. Governada pels mamelucs va passar als otomans el 1517, que el 1560 hi van construir algunes fortificacions. La fortalesa fou assetjada pels francesos durant 11 dies i conquerida el 19 de febrer de 1799. La van abandonar l'any següent en virtut del tractat d'Al-Arish pel que els francesos evacuaven Egipte. A la Primera Guerra Mundial la fortalesa fou destruïda per un bombardeig britànic. El 1956 breument, i del 1967 al 1979, fou ocupada per Israel. Fou retornada a Egipte pel tractat de pau signat per Anwar el-Sadat i més endavant esdevingué un destí turístic